# Emilio Hellín Moro
Emilio Hellín Moro (Torre de Miguel Sesmero, Badajoz, 8 de abril de 1947) es un perito informático español conocido por ser un asesino convicto que ha trabajado como asesor de las fuerzas de seguridad y cuerpos de policía de España y Paraguay.
Emilio Hellín era miembro del partido político de ultraderecha Fuerza Nueva cuando fue condenado a 43 años de prisión, junto con otros cinco miembros del grupo 41 del Batallón Vasco Español, por el secuestro y la autoría material del asesinato el 1 de febrero de 1980 de Yolanda González Martín, militante del Partido Socialista de los Trabajadores a la que sus asesinos vincularon a la organización terrorista ETA. Este crimen, acontecido durante un periodo de tensiones políticas en los primeros años tras el inicio de la Transición Española, causó gran conmoción en el país.
A los siete años de cárcel disfrutó de un permiso penitenciario, muy controvertido, que aprovechó para fugarse a Paraguay, con documentación legal y con toda su familia. Allí recibió protección del régimen militar de Alfredo Stroessner, para el que trabajó en la adecuación de su sistema policial a las nuevas tecnologías de entonces, hasta que su paradero fue descubierto por la revista Interviú. Detenido por la Interpol en julio de 1989, fue entregado a España en septiembre de 1990. 
En 1996, tras salir de prisión, cambió su nombre y publicó un perfil profesional como «Luis Enrique Helling» y, como desveló una investigación periodística del diario El País, trabajó como asesor para las fuerzas y cuerpos de seguridad del Estado, participando en investigaciones criminales e impartiendo cursos en técnicas forenses de espionaje y rastreo informático hasta 2011. Tras estas revelaciones, varios grupos parlamentarios presentaron una proposición no de ley para que el Ministerio del Interior investigara el establecimiento de la relación profesional de Hellín con las fuerzas y cuerpos de policía.
En 2021 fue contratado como perito informático por la defensa de Cristina Cifuentes, imputada en el 'caso máster'.
En 2022 fue contratado como perito informático por el abogado Gonzalo Boye para testificar en defensa de Laura Borràs, presidenta del Parlamento de Cataluña hasta ese mismo año y acusada de malversación de fondos públicos.